# Róża Kaźmierczakowa
Róża Kaźmierczakowa (z domu Rajchel) – (ur. 25 kwietnia 1939 w Chełmie Lubelskim, zm. 21 kwietnia 2023 w Krakowie) – docentka doktor habilitowana, polska botaniczka, współautorka Polskiej czerwonej księgi roślin. Emerytowana pracownica Instytutu Ochrony Przyrody PAN.
Studiowała biologię na Uniwersytecie Jagiellońskim; w swojej pracy magisterskiej zajmowała się roślinnością nadpotokową w tatrzańskich dolinach Białego, Spadowca, Ku Dziurze, Za Bramką i Małej Łąki.
Jej działalność naukowa dotyczyła obszarów ekologii i ochrony przyrody z uwzględnieniem czynnej ochrony gatunkowej roślin. W ciągu swojej kariery była m.in. członkinią Rady Naukowej IOP PAN, redaktorką naczelną czasopisma „Studia Naturae” oraz członkinią zespołu redakcyjnego „Chrońmy Przyrodę Ojczystą”.
O śmierci naukowczyni poinformował IOP PAN. Pogrzeb odbył się 25 kwietnia 2023 w Krakowie. Grób znajduje się na Cmentarzu Prądnik Czerwony.